# Devario aequipinnatus
El danio gigante (Devario aequipinnatus) es un pez tropical perteneciente a la familia de los ciprínidos. Originario de Sri Lanka, Nepal y la costa occidental de India, esta especie alcanza una longitud máxima de 4 a 6 pulgadas (10 a 15 cm), lo que lo convierte en uno de los danioninos más grandes. Se caracteriza por un cuerpo en forma de torpedo, de color azul y amarillo, con aletas grises y transparentes.
En estado salvaje, los danios gigantes viven en arroyos y ríos claros entre colinas a altitudes de hasta 1000 pies (300 m) sobre el nivel del mar. Su sustrato nativo es de pequeñas gravas. Son nativos de un clima tropical y prefieren agua con un pH de 6-8, una dureza del agua de 5.0-19.0 dGH y un rango de temperatura de 72-81 °F (22-27 °C). Como habitantes de la superficie, sus dietas consisten predominantemente en insectos exógenos, pero también se complementan con gusanos y crustáceos.
En cautiverio, los danios gigantes generalmente aceptan la mayoría de los alimentos. Son peces algo agresivos y pueden acosar a otros peces en tanques comunitarios. Los danios gigantes aprecian el movimiento del agua para simular el movimiento de los ríos y arroyos de corriente rápida de sus orígenes, y prefieren vivir en cardúmenes.
Los danios gigantes también se utilizan como pez distractor en acuarios de cíclidos de América del Sur y Central. Los cíclidos más grandes persiguen y defienden sus territorios contra los danios gigantes, lo que permite que los cíclidos exhiban un comportamiento más natural.
Como dispersores de huevos, los danios producen alrededor de 300 huevos en una sola puesta. Desovan en racimos de plantas.
Un llamado "danio gigante dorado", a veces visto, es en realidad un pez parcialmente albino. Devario affinis, Devario browni, Devario malabaricus y Devario strigillifer se consideraron sinónimos originalmente, pero ahora son especies válidas.

## Dieta
El componente principal de la dieta de los danios gigantes en la naturaleza son los insectos voladores. Esta dieta se complementa con invertebrados acuáticos como gusanos y crustáceos. En cautiverio, los danios gigantes se alimentan de larvas de mosquitos, larvas de chironomus, gusanos blancos, lombrices picadas o alimentos comerciales para mascotas.

## Hábitat
Los danios gigantes se encuentran en arroyos de corriente rápida, generalmente en áreas montañosas. Los danios gigantes prefieren agua sombreada y clara. También prefieren sedimentos de grava o arena. Los danios gigantes son peces que viven en cardúmenes, lo que significa que se encuentran en grupos sociales.

## Reproducción y ciclo de vida
La reproducción del danio gigante puede inducirse en cautiverio. En cautiverio, la reproducción se induce aumentando la temperatura del agua y creando lluvia artificial. Los juveniles comienzan a parecerse a su forma adulta después de 65 días de desarrollo. Las hembras son más grandes que los machos y también poseen un abdomen más redondeado. Los machos interesados en desovar persiguen a las hembras y golpean sus abdómenes con sus cabezas.

## Distribución
Los danios gigantes son nativos del subcontinente indio y la mayor parte de Indochina. Su rango se extiende desde Pakistán hasta Camboya.

## Importancia para los humanos
Los danios gigantes son importantes en el comercio de acuarios. Aproximadamente el 85% de las exportaciones indias de danios gigantes son capturados en la naturaleza.